# Liste der Kulturdenkmäler in Hostalric
Die Liste der Kulturdenkmäler in Hostalric führt alle im Inventari del Patrimoni Arquitectònic Català aufgeführten Kulturdenkmäler in Hostalric auf. Die mit BCIN gekennzeichneten Einträge sind als Bé Cultural d’Interès Nacional geschützt.
| Bild           | Bezeichnung                                          | Lage                                                        | Beschreibung | Bauzeit                                        | Eingetragen seit | Denkmal- nummer      |
| -------------- | ---------------------------------------------------- | ----------------------------------------------------------- | --- | ---------------------------------------------- | ---------------- | -------------------- |
| weitere Bilder | Stadtmauern und Festung von Hostalric                | Altstadt von Hostalric Karte                                | Die Stadtmauern und die Festung sind die Hauptsehenswürdigkeiten von Hostalric. Die Festung liegt auf der Spitze eines Hügels in 189 Meter Höhe. Die strategische Lage ist heute noch zu erkennen. Sowohl die Autovía A-7 als auch die Hauptzugverbindung in Nord-Süd-Richtung verlaufen in Sichtweite der Festung. Die Festung ist über einen langgezogenen Hügelgrat zu erreichen. Dieser ist mit der Altstadt von Hostalric bebaut. Zum Schutz von Ort und Zugang zur Festung ist der historische Ortskern mit einer gut erhaltenen Stadtmauer gesichert, dessen westliches Ende das Barcelona-Tor bildet. | Jahrhundert XIII, XX, XVIII                    |                  | BCIN 138-MH IPAC, PM |
| weitere Bilder | Mas Ciurana (Hostalric)                              | Paratge Mas Ciurana, vor dem Bahnhof Karte                  | Mas Ciurana, Eklektizismus | Jahrhundert XX (Anfang)                        |                  | IPAC, PM             |
| weitere Bilder | Casa de la Vila (Hostalric)                          | C. Raval, 43 Karte                                          | Das Rathaus (Casa de la Vila) war 1610-1835 Gebäude des Klosters Sant Francesc de Paula (Paulaner-Orden) und wurde dann 1841 bis Anfang des 20. Jahrhunderts als Schule genutzt. 1924 wurde es von Bonaventura Conill im Stil des Modernisme umgebaut. | Jahrhundert XVII                               |                  | IPAC, PM             |
| weitere Bilder | Església parroquial de Santa Maria (Hostalric)       | C. Verge dels Socors, 15 – Pati de l’Església Karte         | Die Pfarrkirche Església parroquial de Santa Maria ist im Stil der Gotik und des Barock erbaut. | Jahrhundert XV, XIX (Anfang)                   |                  | IPAC, PM             |
| weitere Bilder | Plaça dels Bous (Hostalric)                          | Pl. dels Bous Karte                                         | Der Plaça dels Bous oder Plaça del Bestiar ist ein Platz in Hostalric. Er befindet sich an der Stelle, an der die mittelalterliche Stadtbefestigung nach Osten endete. Früher befand sich hier das Girona-Tor, dieses besteht nicht mehr. | Jahrhundert XVII, XX                           |                  | IPAC, PM             |
| weitere Bilder | Can Llibre (Hostalric)                               | C. Forn, 9 Karte                                            | Can Llibre, Traditionelle Architektur | Jahrhundert XIX (Anfang), XX (Ende)            |                  | IPAC, PM             |
| weitere Bilder | Wohnhaus Carrer del Forn, 7 (Hostalric)              | C. Forn, 7 Karte                                            | Wohnhaus an der Carrer del Forn, 7, Traditionelle Architektur | Jahrhundert XVIII                              |                  | IPAC, PM             |
| weitere Bilder | Wohnhaus Carrer Higini Negra 2 (Hostalric)           | C. Higini Negra, 2 Karte                                    | Wohnhaus an der Carrer Higini Negra 2, Neuere Gebäude | Jahrhundert XX (Mitte)                         |                  | IPAC, PM             |
| weitere Bilder | Can Fortuny (Hostalric)                              | C. Verge dels Socors, 5 Karte                               | Can Fortuny, Traditionelle Architektur | Jahrhundert XVII, XX                           |                  | IPAC, PM             |
| weitere Bilder | Can Silvestre Humet (Hostalric)                      | Av. Coronel Estrada, 80 Karte                               | Can Silvestre Humet, Eklektizismus | Jahrhundert XX                                 |                  | IPAC, PM             |
| weitere Bilder | Can Elias (Hostalric)                                | C. Major, 2 Karte                                           | Can Elias oder Can Riera, Eklektizismus | Jahrhundert XIX                                |                  | IPAC, PM             |
| weitere Bilder | Can Coma (Hostalric)                                 | C. Ravalet, 23 Karte                                        | Can Coma oder Can Busqueta, Traditionelle Architektur | Jahrhundert XVIII, XX (Ende)                   |                  | IPAC, PM             |
| weitere Bilder | Can Calls (Hostalric)                                | C. Raval, 1 Karte                                           | Can Calls, Eklektizismus | Jahrhundert XVIII, XX                          |                  | IPAC, PM             |
| weitere Bilder | Can Plans (Hostalric)                                | C. Major, 1 - pl. dels Bous Karte                           | Can Plans, Noucentisme | Jahrhundert XX                                 |                  | IPAC, PM             |
| weitere Bilder | Can Codina (Hostalric)                               | C. Major, 3 Karte                                           | Can Codina, Traditionelle Architektur | Jahrhundert XVIII, XX (Mitte)                  |                  | IPAC, PM             |
| weitere Bilder | Can Llach (Hostalric)                                | C. Major, 13 Karte                                          | Can Llach, Traditionelle Architektur | Jahrhundert XIX (Ende), XX (Anfang), XX (Ende) |                  | IPAC, PM             |
| weitere Bilder | Can Buscatells (Hostalric)                           | C. Major, 23 Karte                                          | Can Buscatells, Eklektizismus | Jahrhundert XIX                                |                  | IPAC, PM             |
| weitere Bilder | Ateneu Popular d’Hostalric                           | C. Major, 24 i 26 Karte                                     | Ateneu Popular d’Hostalric, Neuere Gebäude | Jahrhundert XX                                 |                  | IPAC, PM             |
| weitere Bilder | Can Paraire (Hostalric)                              | C. Major, 39 Karte                                          | Can Paraire, Neoklassizismus | Jahrhundert XIX                                |                  | IPAC, PM             |
| weitere Bilder | Can Llença (Hostalric)                               | C. Major, 45 Karte                                          | Can Llença, Modernisme | Jahrhundert XXI (Anfang)                       |                  | IPAC, PM             |
| weitere Bilder | Can Lluís Sastre (Hostalric)                         | C. Major, 50- 52 Karte                                      | Can Lluís Sastre, Neoklassizismus | Jahrhundert XIX                                |                  | IPAC, PM             |
| weitere Bilder | Ca l’Agell (Hostalric)                               | C. Major, 47 i 49 Karte                                     | Ca l’Agell oder Can Cuca, Modernisme, noucentisme | Jahrhundert XIX (Ende)                         |                  | IPAC, PM             |
| weitere Bilder | Rectoria (Hostalric)                                 | C. Major, 55 Karte                                          | Pfarrhaus, Eklektizismus | Jahrhundert XIX (1857)                         |                  | IPAC, PM             |
| weitere Bilder | Farmàcia (Hostalric)                                 | C. Major, 59 - pl. de la Vila Karte                         | Apotheke, früher Casa Falgueras, Gotik, Traditionelle Architektur | Jahrhundert XV, XX (Ende)                      |                  | IPAC, PM             |
| weitere Bilder | Can Busquets (Hostalric)                             | C. Major, 70 Karte                                          | Can Busquets, Eklektizismus | Jahrhundert XIX (Ende)                         |                  | IPAC, PM             |
| weitere Bilder | Can Riereta (Hostalric)                              | C. Major, 108 Karte                                         | Can Riereta, Traditionelle Architektur | Jahrhundert XVIII (Ende), XX                   |                  | IPAC, PM             |
| weitere Bilder | Can Julià (Hostalric)                                | C. Major, 14 Karte                                          | Can Julià, Traditionelle Architektur | Jahrhundert XVIII                              |                  | IPAC, PM             |
| weitere Bilder | Can Vendrell (Hostalric)                             | C. Major, 110 Karte                                         | Can Vendrell, Eklektizismus | Jahrhundert XIX, XX                            |                  | IPAC, PM             |
| weitere Bilder | Can Moisac (Hostalric)                               | C. Major, 140 Karte                                         | Can Moisac, Traditionelle Architektur | Jahrhundert XVIII, XIX, XX                     |                  | IPAC, PM             |
| weitere Bilder | Ca la Siseta (Hostalric)                             | C. Major, 95 Karte                                          | Ca la Siseta, Traditionelle Architektur | Jahrhundert XIX, XX                            |                  | IPAC, PM             |
| weitere Bilder | Can Verneda (Hostalric)                              | C. Relliguer, 7 Karte                                       | Can Verneda, Traditionelle Architektur | Jahrhundert XVIII                              |                  | IPAC, PM             |
| weitere Bilder | Can Piqué (Hostalric)                                | C. Verge dels Socors, 11 Karte                              | Can Piqué, Traditionelle Architektur | Jahrhundert XVIII                              |                  | IPAC, PM             |
| weitere Bilder | Ca l’Humet (Hostalric)                               | C. Verge dels Socors, 7 Karte                               | Ca l’Humet, Traditionelle Architektur | Jahrhundert XVIII                              |                  | IPAC, PM             |
| weitere Bilder | Can Fortuny (Hostalric)                              | C. Major, 97 Karte                                          | Can Fortuny, Traditionelle Architektur | Jahrhundert XVIII, XIX (Ende)                  |                  | IPAC, PM             |
| weitere Bilder | Can Coll (Hostalric)                                 | C. Verge dels Socors, 3 Karte                               | Can Coll, Eklektizismus | Jahrhundert XIX                                |                  | IPAC, PM             |
| weitere Bilder | Can Bassagoda (Hostalric)                            | C. Forn, 27 Karte                                           | Can Bassagoda oder Can Rucader, Traditionelle Architektur | Jahrhundert XX                                 |                  | IPAC, PM             |
| weitere Bilder | Can Masoller (Hostalric)                             | C. Forn, 23 Karte                                           | Can Masoller, Traditionelle Architektur | Jahrhundert XVII                               |                  | IPAC, PM             |
| weitere Bilder | Habitatge al carrer Ravalet, 34 (Hostalric)          | C.Ravalet, 34 Karte                                         | Wohnhaus an der carrer Ravalet, 34, Eklektizismus | Jahrhundert XIX                                |                  | IPAC, PM             |
| weitere Bilder | Casa al carrer del Forn, 19 (Hostalric)              | C. del Forn, 19 Karte                                       | Haus carrer del Forn, 19, Neuere Gebäude | Jahrhundert XXI (Anfang)                       |                  | IPAC, PM             |
| weitere Bilder | Habitatge al carrer Major, 17 (Hostalric)            | C. Major, 17 Karte                                          | Wohnhaus an der carrer Major, 17, Eklektizismus | Jahrhundert XIX                                |                  | IPAC, PM             |
| weitere Bilder | Habitatges al carrer Major, 74-76 (Hostalric)        | C. Major, 74-76 Karte                                       | Wohnhäuser an der carrer Major, 74-76, Eklektizismus | Jahrhundert XIX                                |                  | IPAC, PM             |
| weitere Bilder | Cova del Relliguer (Hostalric)                       | C. Relliguer Karte                                          | Cova del Relliguer, Traditionelle Architektur | Jahrhundert XIV                                |                  | IPAC, PM             |
| weitere Bilder | Antic Hospital de la Santíssima Trinitat (Hostalric) | C. Major, 32 Karte                                          | 1346 wurde durch Ponç Hug, comte d'Empúries, vescomte de Cabrera ein Armenhospital gegründet. Das Gebäude des Antic Hospital de la Santíssima Trinitat wurde (wie der ganze Ort) 1810 durch die Franzosen zerstört und 1855 wiederaufgebaut. Es wird heute von CAP Hostalric genutzt. Traditionelle Architektur | Jahrhundert XIV, XIX, XX                       |                  | IPAC, PM             |
| weitere Bilder | Habitatge al carrer Major, 37 (Hostalric)            | C. Major, 37 Karte                                          | Wohnhaus an der carrer Major, 37, Eklektizismus | Jahrhundert XIX                                |                  | IPAC, PM             |
| weitere Bilder | Cementiri (Hostalric)                                | Karte                                                       | Der Friedhof liegt im neuen Teil des Ortes und nicht in der Altstadt. Bemerkenswert ist vor allem Tor und Einfriedung im Stil des Modernisme. | Jahrhundert XX                                 |                  | IPAC, PM             |
| weitere Bilder | Casa al carrer Raval, 2 (Hostalric)                  | C. Raval, 2 Karte                                           | Haus carrer Raval, 2, Traditionelle Architektur | Jahrhundert XX (Mitte)                         |                  | IPAC, PM             |
| weitere Bilder | Can Bonet (Hostalric)                                | C. Major, 80 Karte                                          | Can Bonet, Traditionelle Architektur | Jahrhundert XX (Mitte)                         |                  | IPAC, PM             |
| weitere Bilder | Molí d’Hostalric                                     | Camí des de la plaça dels Bous, direcció a la Tordera Karte | Die Molí d’Hostalric ist die ehemalige Getreidemühle des Ortes. Sie wird heute als Wohnhaus genutzt. Traditionelle Architektur | Jahrhundert XVIII                              |                  | IPAC, PM             |
| weitere Bilder | Can Vic (Hostalric)                                  | C. Major, 9 Karte                                           | Can Vic, Modernisme | Jahrhundert XX (Anfang)                        |                  | IPAC, PM             |
| weitere Bilder | Mas Bossom (Hostalric)                               | Paratge Mas Bossóm Karte                                    | Mas Bossom oder Mas Bosom, Traditionelle Architektur | Jahrhundert XVI, XX                            |                  | IPAC, PM             |
| BW             | Les Mines (Hostalric)                                | Subsòl nucli antic Hostalric i també del castell Karte      | Unter der Altstadt befindet sich ein 3 km langes Netz aus unterirdischen Tunneln und Kellern in 10 bis 20 Meter Tiefe. Alle 50 Meter ist ein Brunnen angelegt, Rinnen im Boden leiten das Wasser zu den Häusern. | Jahrhundert Mittelalter, XIX                   |                  | IPAC, PM             |

## Erläuterungen
Mas bedeutet Landhaus oder Villa. Es wird entweder einer Lagebezeichnung oder einem Besitzernamen vorangestellt und ist als Eigenname nicht mit übersetzt. Can bedeutet so viel wie ‚bei‘ und wird einem Besitzernamen vorangestellt und ist als Eigenname nicht mit übersetzt